# Netscape Public License
Netscape Public License je licence pro svobodný software, pod kterou Netscape Communications Corporation původně vydala Mozillu. Důležitou vlastností této licence bylo, že dávala vývojářům Mozilly možnost kombinovat kód s nesvobodným software, který nemusel být šířen pod NPL. To bylo i zdrojem sporů s některými zastánci svobodného software, kteří tvrdili, že licence odporuje filozofii svobodného software.
Tato licence byla později v projektu nahrazena licencí Mozilla Public License (zkráceně MPL). Ta je v současné době jednou ze tří licencí, pod kterou jsou šířeny zdrojové kódy Firefoxu či Thunderbirdu. Ty jsou šířeny pod tzv. trojlicencí MPL/GPL/LGPL.